# Aubry-en-Exmes
Aubry-en-Exmes foi uma comuna francesa na região administrativa da Normandia, no departamento Orne. Estendia-se por uma área de 9,73 km². Em 2010 a comuna tinha 300 habitantes (densidade: 30,8 hab./km²).
Em 1 de janeiro de 2017, passou a formar parte da nova comuna de Gouffern en Auge.